# Citizen AA
Die Citizen Athletic Association, kurz Citizen AA, ist eine Verbandsmannschaft aus Hongkong und wurde 1947 gegründet. Sie spielt aktuell in der zweithöchsten Liga des Landes, der Hong Kong First Division League.

## Vereinserfolge

### National
- Hong Kong First Division League

Vizemeister: 2007/08
- Hong Kong 2nd Division League

Meister: 1999/00, 2003/04
- Hong Kong FA Cup

Sieger: 2007/08
- Hong Kong Senior Challenge Shield

Sieger: 2010/11
Finalist: 2012/13

## Stadion
Seine Heimspiele trägt der Verein im Po Kong Village Road Park am Diamond Hill aus. Die Spielstätte hat ein Fassungsvermögen von 1000 Personen. Eigentümer sowie Betreiber der Sportstätte ist das Leisure and Cultural Services Department.
Koordinaten: 22° 20′ 37″ N, 114° 12′ 8,5″ O

## Trainerchronik
| Trainer            | von                | bis           |
| ------------------ | ------------------ | ------------- |
| Kung-Hing Chan     | 1. Juli 2002       | 30. Juni 2005 |
| Hung-Ping Chan     | 1. Juli 2005       | 30. Juni 2006 |
| Chun-Fai Liu       | 1. Juli 2006       | 30. Juni 2008 |
| Jorginho           | 1. Juli 2008       | 30. Juni 2014 |
| Ho-Wang Calvin Pui | 1. Juli 2014       | 31. Juli 2022 |
| Mariano Moreno     | 26. September 2022 |               |

## Ausrüster und Sponsoren
| Jahr           | Ausrüster      | Trikotsponsor    |
| -------------- | -------------- | ---------------- |
| 2005 bis 2006  | Lotto          | bma (博美娛樂)   |
| 2006 bis 2007  | HO Ssportswear | bma (博美娛樂)   |
| 2007 bis 2016  | Jako           | bma (博美娛樂)   |
| 2016 bis heute | Macron         | Rasonic (樂信牌) |